# 回答 (诗歌)
《回答》是诗人北岛创作的一首朦胧诗，1978年12月发表在《今天》杂志创刊号，并在1979年由《诗刊》转载。 此诗是朦胧诗的重要杰作，表达了北岛对文革时期黑暗、荒谬的社会现实的质疑，在当时青年中影响深远。

## 创作背景
根据北岛的女友齐简（史保嘉）保存的手稿，《回答》最初创作于1973年3月15日，原题名为《告诉你吧，世界》。 初稿几经修改，至1977年9月第三稿时改为现标题《回答》。根据北岛自己的说法：“《回答》最初写于1973年，1976年做了修改，1978年首先发表在《今天》创刊号上，第二年春天被《诗刊》转载。由于过于鲜明的政治反抗色彩，为安全起见，发表时标的创作时间是1976年。”
诗歌发表于1978年，彼时文化大革命结束不久。面对全新的社会环境，有人将此诗的发表视为“新的启蒙运动的先声”，并借助诗中诸如“镀金的天空”、“冰川纪过去了”、“被判决了的声音”、“五千年的象形文字”等字句，勾画出这首诗与历史的某种关联。 此外，充满怀疑主义的诗句“我——不——相——信”中所蕴含的理性精神也被格外强调。

## 分析
全诗以第一人称写成，首节以两个对比开篇：“卑鄙者”借卑鄙而畅通无阻，“高尚者”因高尚而遭受摧残；虚假的“镀金天空”粉饰了“死者”的冤屈。第二节借助两个反问句，再次表达了对于这个世界的质疑。接着，诗人以“我”的身份，“只带着纸、绳索和身影”出现，充满愤怒与怀疑的向世界宣告：“我——不——相——信”。诗人表达自己对一切事物的怀疑，他不相信“天是蓝的”，不相信“雷的回声”，不相信“梦是假的”，不相信“死无报应”。诗人并未将个人情感限于批判与怀疑，而进一步表达了主动承担责任的意愿：他愿让决堤的海水注入内心，愿意重新选择生存的峰顶。最后一节，诗人将夜空繁星比作“五千年的象形文字”，又比作“未来人们凝视的眼睛”，籍此将厚重的历史与未来的希望置于同一画面，展示了一个广阔无比的时空结构。

## 影响与评价
文化大革命结束后，社会的话语权开始转变，年轻人从诗歌中找到了属于自己的表达方式。于是，一批全新的青年诗人出现在了社会舞台，北岛正是其中重要一员。他期望借助诗句冲破官方话语的禁锢，表达反思历史和重估人的价值的意愿。 这种以理性精神为基础，对彼时荒谬现实的思索反映了那个时代青年的迷惘、觉醒和期望，他也由此获得了巨大的诗名。《回答》无疑是这个阶段的代表作，以至于人们谈及北岛就会联想到这首诗。其中诗句代表了许多人的心声，因此也成为了彼时年轻人口口相传的“格言”。不过，后来北岛本人对此诗所用的语言也有反思，他在2002年的访谈中表示：
现在如果有人向我提起《回答》，我会觉得惭愧，我对那类的诗基本持否定态度。在某种意义上，它是官方话语的一种回声。那时候我们的写作和革命诗歌关系密切，多是高音调的，用很大的词，带有语言的暴力倾向。我们是从那个时代过来的，没法不受影响，这些年来，我一直在写作中反省，设法摆脱那种话语的影响。对于我们这代人来说，这是一辈子的事。

### 引用
1. 1 2 3 4  邱, 景华. . 长沙理工大学学报:社会科学版. 2020, 第35卷 (第1期): 78-85  [2022-12-03]. （原始内容存档于2022-12-03）.
2. 1 2  叶, 舒阳. . 文学教育. 2017, (第一期): 60-61  [2022-12-03]. （原始内容存档于2022-12-03）.
3. 1 2 3  张, 桃洲. . 廊坊师范学院学报：社会科学版. 2016, 第032卷 (第3期): 13-16  [2022-12-03]. （原始内容存档于2022-12-03）.
4. ↑  北岛. . . 北京: 生活·读书·新知三联书店. 2015. ISBN 978-7-108-05463-0. OCLC 946050851.
5. 1 2 3  文景杂志. . 豆瓣小站.   [2022-12-05]. （原始内容存档于2022-12-05）.
6. 1 2  张, 欢欢. . 洛阳师范学院学报. 2016, 第35卷 (第一期): 47-50  [2022-12-03]. （原始内容存档于2022-12-03）.
7. ↑  王, 士强. . 当代作家评论. 2018, (第5期): 145-151  [2022-12-03]. （原始内容存档于2022-12-03）.
8. ↑  . www.cnki.com.cn.   [2022-12-03]. （原始内容存档于2022-12-03）.